# 小行星8851
小行星8851（英語：8851）是一颗围绕太阳公转的小行星。1990年12月8日，水野義兼、古田俊正在可儿市发现了此天体。
这颗小行星的绝对星等为23.65154738566664等。